# L'Âge de la stupidité
Pour plus de détails, voir Fiche technique et Distribution.
L'Âge de la stupidité (titre original : The Age of Stupid) est un film documentaire britannique de la réalisatrice  Franny Armstrong, sorti en 2009.

## Synopsis
Un homme, l'Archiviste (Pete Postlethwaite), vit seul dans le monde dévasté de 2055. Il regarde de vieilles images télé datant de 2008 en se demandant : Pourquoi n'avons-nous pas empêché le changement climatique tant que nous le pouvions ?

## Fiche technique
- Titre : L'Âge de la stupidité
- Titre original : The Age of Stupid
- Réalisation et scénario :  Franny Armstrong
- Producteur : John Battsek
- Musique : Chris Brierley
- Animation : Martyn Pick (en) et Jonathan Hodgson
- Montage : David G Hill
- Distribution : Dogwoof Pictures (en)
- Langue : anglais
- Budget : 500 000 livres[1]
- Date de sortie : 20 mars 2009

## Autour du film
- Le tournage a commencé fin 2005. Il prolonge une réflexion née pendant que Armstrong poursuivait des études de zoologie à l'University College de Londres ; elle avait alors consacré un mémoire au thème «L’espèce humaine est-elle suicidaire ?»[2].
- Le film a été parfois opposé à Home, The Age of Stupid commentant l’état de la planète avec des mots plus qu'avec des images[1].
- Le financement diffère également de Home, Armstrong s'appuyant essentiellement sur le financement participatif[1].
- La première a été présentée à Londres le samedi 14 mars dans un chapiteau fonctionnant à l'énergie solaire en présence du ministre britannique de l'Energie et du Changement climatique Ed Miliband, ainsi que de 16 000 personnes, d'après l'AFP[3].